# Hendrik Scherpenhuizen
Hendrik Dorotheus Scherpenhuijzen (født 3. april 1882 i Rotterdam, død 28. juni 1971 i Amersfoort) var en nederlandsk fægter, som deltog i de olympiske lege 1924 i Paris.
Scherpenhuijzen var ved legene i 1924 med på det nederlandske hold, som kom på en tredjeplads i holdkonkurrencen i sabel efter Ungarn og Italien. De andre på holdet var Jetze Doorman, Adrianus de Jong, Maarten van Dulm, Jan van der Weil og Henri Wijnoldy-Daniëls. Scherpenhuijzen deltog dog kun i to af de ni kampe, hollænderne udkæmpede i turneringen.